# Helmsley
Pour les articles homonymes, voir Helmsley (homonymie).
Helmsley est un village et une paroisse civile du Yorkshire du Nord, en Angleterre. Il est situé sur la rivière Rye (en), sur la route A170 (en), à l'est de Thirsk et à l'ouest de Pickering. La population comptait 1 702 habitants en 2021.
Le sentier Cleveland Way (en) commence à Helmsley, et fait une boucle en fer à cheval autour du parc national des North York Moors jusqu'à Filey. Les restes d'un château, le Château de Helmsley, est vers Helmsley.
Le groupe One Night Only est originaire de cette ville.